# The Man Who Broke the Bank at Monte Carlo
The Man Who Broke the Bank at Monte Carlo (br O Homem Que Desbancou Monte Carlo) é um filme norte-americano de comédia e romance de 1935 dirigido por Stephen Roberts e estrelado por Ronald Colman, Joan Bennett e Colin Clive. O roteiro foi escrito por Nunnally Johnson e Howard Smith, baseado na peça de Ilya Surguchev e Frederick Albert Swan. O filme foi inspirado pela música do mesmo nome popularizada na voz de  Charles Coborn.

## Sinopse
Depois da Primeira Guerra Mundial. em Monte Carlo uma garota atrai um ex-aristocrata russo que quebrou a banca e o faz ficar pobre novamente; entretanto, ela se apaixona por ele.

## Elenco
- Ronald Colman como Paul Gaillard
- Joan Bennett como Helen Berkeley
- Colin Clive como Bertrand Berkeley
- Nigel Bruce como Ivan
- Frank Reicher como 2º assistente do diretor
- Lionel Pape como 3º assistente do diretor
- Ferdinand Gottschalk como homem do escritório
- Charles Fallon como o crupiê
- Leonid Snegoff como Nick
- Montagu Love como diretor